# والنتین گلوشکو
والنتین گلوشکو (روسی: Валенти́н Петро́вич Глушко́) مهندس، و نویسنده اهل اتحاد جماهیر سوسیالیستی شوروی بود.
وی همچنین برندهٔ جوایزی همچون جایزه دولتی اتحاد شوروی، نشان لنین، نشان انقلاب اکتبر، و جایزه لنین شده‌است.